# 新疆逍遥蛛
新疆逍遥蛛（学名：Philodromus xinjiangensis）为逍遥蛛科逍遥蛛属的动物。在中国大陆，分布于新疆、内蒙古等地。该物种的模式产地在新疆。